# Dryopteris caperata
Dryopteris caperata är en träjonväxtart som beskrevs av J. P. Roux. Dryopteris caperata ingår i släktet Dryopteris och familjen Dryopteridaceae. Inga underarter finns listade.